# Carlo Lodoli

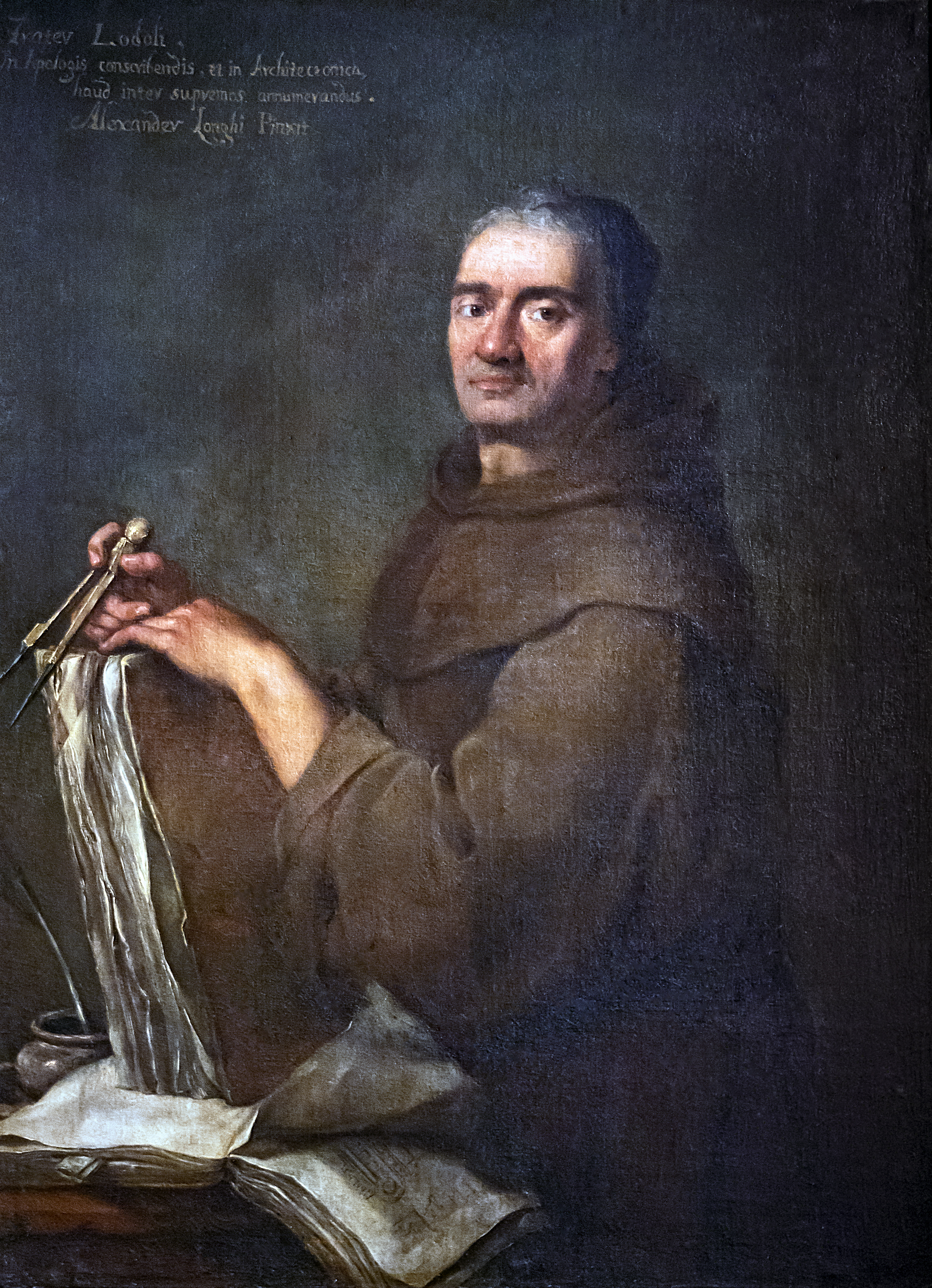
Porträt von Lodoli von Alessandro Longhi, um 1760

Carlo Lodoli OFM (* 28. November 1690 in Venedig; † 27. Oktober 1761 in Padua) war ein italienischer Geistlicher und Architekturtheoretiker.
Sein Werk zur Architekturtheorie nahm die modernistischen Auffassungen von Funktionalismus und Materialgerechtigkeit voraus. Er forderte, dass architektonische Formen und Proportionen an das Material angepasst werden müssten, und wird gelegentlich als der „Sokrates der Architektur“ bezeichnet, zumal auch sein eigenes Werk untergegangen ist und seine Theorien nur durch die Vermittlung anderer bekannt ist. Ähnlich wie die Architekturtheoretiker Claude Perrault, Jean-Louis de Cordemoy, Marc-Antoine Laugier, formulierte Lodoli einen architektonischen Rationalismus, der die vorherrschenden Stile des Barock und Rokoko in Frage stellte.
Girolamo Francesco Zanetti berichtet, dass Lodoli nach 20 Jahren des Schreibens sein Werk über Architektur vollendet habe, sich jedoch geweigert habe, es zu veröffentlichen. Stattdessen bemühte sich Francesco Algarotti Lodolis Gedankengut durch sein eigenes Werk Saggio sopra l'architettura (1757) zu verbreiten, verfasste aber nur einen fadenscheinigen Abklatsch. Die Nachahmung stand sogar in Gegensatz zu Lodolis mutigem Anti-Barock-Rationalismus. Andrea Memmo bemühte sich Lodolis Theorien in seinem Werk Elementi d'architettura lodoliana (1786) zu ihrem Recht zu verhelfen. Ein Buch, das veröffentlicht wurde, ein Jahr bevor die Apologhi immaginati 1787 unter dem Namen von Lodoli erschien. Darin ist eine Sammlung von Aussprüchen und – zum Teil paradoxen – Erzählungen gesammelt, die er seinen Freunden und Schülern weitergab. Ein weiterer Schüler, Francesco Milizia (1725–1798) veröffentlichte eine lange Abhandlung Principj di architettura civile (1781), in der er ein erschöpfendes Architektonisches Programm darlegte, dass von der zeitgenössischen Wissenschaft geprägt wurde.
Lodoli verbrachte die Jahre zwischen 1739 und 1751 im Amt als Padre Generale Commissario di Terra Santa in Venedig, wo er sich hauptsächlich der Restaurierung des Pilgerhospizes (1739–43) widmete. Dies war das einzige Gebäude, das nach seinen Plänen gestaltet wurde.

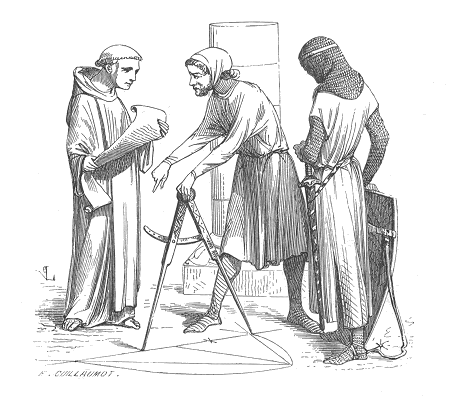
Mittelalterliche Architekten